# Man Made Object
Albums de GoGo Penguin
v2.0
(2014) A Humdrum Star
(2018)
Man Made Object est le troisième album du trio de jazz britannique GoGo Penguin publié le 5 février 2016 sur le label Blue Note par Decca Records.

## Historique
L'album est très bien accueilli par la critique qui note les différentes influences – jazz, musique classique, trip-hop et musiques électroniques – ayant œuvré à l'écriture de l'album,.

## Liste des titres de l'album
1. All Res – 5 min 15 s
2. Unspeakable World – 4 min 43 s
3. Branches Break – 4 min 21 s
4. Weird Cat – 5 min 38 s
5. Quiet Mind – 4 min 23 s
6. Smarra – 6 min 30 s
7. Initiate – 4 min 46 s
8. GBFISYSIH – 3 min 21 s
9. Surrender to Mountain – 3 min 57 s
10. Protest – 4 min 43 s

## Musiciens
- Chris Illingworth : piano
- Nick Blacka : contrebasse
- Rob Turner : batterie